# Final de la Liga Europa de la UEFA 2013-14
La final de la Liga Europea de la UEFA 2013-14 fue un evento futbolístico, celebrado el 14 de mayo de 2014 para decidir el campeón de la Liga Europa de la UEFA de la edición 2013-14. Fue la 43ª edición y la 5ª con su actual denominación. Disputaron la final el Sevilla y el Benfica en el Juventus Stadium de Turín.

## Finalistas
En  negrita, las finales ganadas.
| Equipos    | Finales jugadas anteriormente |
| ---------- | ----------------------------- |
| Sevilla FC | 2005-06, 2006-07.             |
| Benfica    | 1982-83, 2012-13.             |

## Sede de la Final
El Juventus Stadium de Turín, Italia, fue elegido como sede del partido en una reunión del Comité Ejecutivo de la UEFA celebrada en Estambul, Turquía, el 20 de marzo de 2012. Es el estadio local de la Juventus desde 2011. 
Esta fue la primera vez que se disputó una final a partido único en Turín. Sin embargo, considerando las finales de la Copa UEFA disputadas a doble partido, cuatro encuentros de instancia final se jugaron en la ciudad de Turín. En el Stadio Comunale (hoy conocido como Stadio Olimpico di Torino) se jugaron la primera vuelta de la final de la Copa UEFA de 1977 y la de 1990, ambas disputadas por la Juventus, así como el primer partido de la final de la Copa UEFA de 1992, disputada por el Torino. Otro estadio que albergó finales fue el Stadio delle Alpi, que fue demolido para dar paso al Juventus Stadium, en ese recinto se disputó la segunda vuelta de la final de la Copa UEFA de 1993, también disputada por la Juventus.
| Italia                 |                  |                  |                  |
| Ciudad                 | Estadio          |                  |                  |
| Turín                  | Juventus Stadium | Juventus Stadium | Juventus Stadium |
|                        |                  |                  |                  |
| 41 000 espectadores    |                  |                  |                  |
| Final Liga Europa 2014 |                  |                  |                  |

## Camino a la final

### Sevilla
| Fecha                                                                                        | Fase                                          | Estadio                                 | Local          | Resultado | Visitante      |
| -------------------------------------------------------------------------------------------- | --------------------------------------------- | --------------------------------------- | -------------- | --------- | -------------- |
| 1 de agosto de 2013                                                                          | Liga Europea de la UEFA 2013-14 Tercera Ronda | Estadio Ramón Sánchez Pizjuán, Sevilla  | Sevilla        | 3 - 0     | Mladost        |
| 8 de agosto de 2013                                                                          | Liga Europea de la UEFA 2013-14 Tercera Ronda | Stadion na Stari Aerodrom, Podgorica    | Mladost        | 1 - 6     | Sevilla        |
| 22 de agosto de 2013                                                                         | Liga Europea de la UEFA 2013-14 Play-off      | Estadio Ramón Sánchez Pizjuán, Sevilla  | Sevilla        | 4 - 1     | Sląsk Wroclaw  |
| 29 de agosto de 2013                                                                         | Liga Europea de la UEFA 2013-14 Play-off      | Estadio Municipal de Breslavia, Wroclaw | Sląsk Wroclaw  | 0 - 5     | Sevilla        |
| 19 de septiembre de 2013                                                                     | Liga Europea de la UEFA 2013-14 Grupo I       | Estádio António Coimbra da Mota         | Estoril        | 1 - 2     | Sevilla        |
| 3 de octubre de 2013                                                                         | Liga Europea de la UEFA 2013-14 Grupo I       | Estadio Ramón Sánchez Pizjuán, Sevilla  | Sevilla        | 2 - 0     | Friburgo       |
| 24 de octubre de 2013                                                                        | Liga Europea de la UEFA 2013-14 Grupo I       | Stadion u Nisy, Liberec                 | Slovan Liberec | 1 - 1     | Sevilla        |
| 7 de noviembre de 2013                                                                       | Liga Europea de la UEFA 2013-14 Grupo I       | Estadio Ramón Sánchez Pizjuán, Sevilla  | Sevilla        | 1 - 1     | Slovan Liberec |
| 28 de noviembre de 2013                                                                      | Liga Europea de la UEFA 2013-14 Grupo I       | Estadio Ramón Sánchez Pizjuán, Sevilla  | Sevilla        | 1 - 1     | Estoril        |
| 12 de diciembre de 2013                                                                      | Liga Europea de la UEFA 2013-14 Grupo I       | Mage Solar Stadion, Friburgo            | Friburgo       | 0 - 2     | Sevilla        |
| Sevilla clasificó a la siguiente ronda como primera con 12 puntos.                           |                                               |                                         |                |           |                |
| 20 de febrero de 2014                                                                        | Liga Europea de la UEFA 2013-14 Dieciseisavos | Stadion Ljudski vrt, Maribor            | Maribor        | 2 - 2     | Sevilla        |
| 27 de febrero de 2014                                                                        | Liga Europea de la UEFA 2013-14 Dieciseisavos | Estadio Ramón Sánchez Pizjuán, Sevilla  | Sevilla        | 2 - 1     | Maribor        |
| Sevilla clasificó a la siguiente ronda ganando por un global de 4-3.                         |                                               |                                         |                |           |                |
| 13 de marzo de 2014                                                                          | Liga Europea de la UEFA 2013-14 Octavos       | Estadio Ramón Sánchez Pizjuán, Sevilla  | Sevilla        | 0 - 2     | Betis          |
| 20 de marzo de 2014                                                                          | Liga Europea de la UEFA 2013-14 Octavos       | Estadio Benito Villamarín, Sevilla      | Betis          | 0 - 2     | Sevilla        |
| Sevilla clasificó a la siguiente ronda tras ganar en penales después de un 2-2 en el global. |                                               |                                         |                |           |                |
| 3 de abril de 2014                                                                           | Liga Europea de la UEFA 2013-14 Cuartos       | Estadio do Dragão, Oporto               | Porto          | 1 - 0     | Sevilla        |
| 10 de abril de 2014                                                                          | Liga Europea de la UEFA 2013-14 Cuartos       | Estadio Ramón Sánchez Pizjuán, Sevilla  | Sevilla        | 4 - 1     | Porto          |
| Sevilla clasificó a la siguiente ronda tras ganar por un global de 4-2.                      |                                               |                                         |                |           |                |
| 24 de abril de 2014                                                                          | Liga Europea de la UEFA 2013-14 Semifinales   | Estadio Ramón Sánchez Pizjuán, Sevilla  | Sevilla        | 2 - 0     | Valencia       |
| 1 de mayo de 2014                                                                            | Liga Europea de la UEFA 2013-14 Semifinales   | Estadio de Mestalla, Valencia           | Valencia       | 3 - 1     | Sevilla        |
| Sevilla clasificó a la final tras empatar el global 3-3 y pasar por gol de visitante.        |                                               |                                         |                |           |                |

### Benfica
| Fecha | Fase                                          | Estadio                    | Local      | Resultado | Visitante              |
| --- | --------------------------------------------- | -------------------------- | ---------- | --------- | ---------------------- |
| Benfica clasificó a esta ronda tras quedar como una de las 8 terceras de grupo de la Liga de Campeones de la UEFA 2013-14. |                                               |                            |            |           |                        |
| 20 de febrero de 2014 | Liga Europea de la UEFA 2013-14 Dieciseisavos | Estadio La Tumba, Salónica | PAOK       | 0 - 1     | Benfica                |
| 27 de febrero de 2014 | Liga Europea de la UEFA 2013-14 Dieciseisavos | Estádio da Luz, Lisboa     | Benfica    | 3 - 0     | PAOK                   |
| Benfica clasificó a la siguiente ronda tras ganar por un global de 4-0.                                                    |                                               |                            |            |           |                        |
| 13 de marzo de 2014 | Liga Europea de la UEFA 2013-14 Octavos       | White Hart Lane, Londres   | Tottenham  | 1 - 3     | Benfica                |
| 20 de marzo de 2014 | Liga Europea de la UEFA 2013-14 Octavos       | Estádio da Luz, Lisboa     | Benfica    | 2 - 2     | Tottenham              |
| Benfica clasificó a la siguiente ronda tras ganar por un global de 5-3.                                                    |                                               |                            |            |           |                        |
| 3 de abril de 2014 | Liga Europea de la UEFA 2013-14 Cuartos       | AFAS Stadion, Alkmaar      | AZ Alkmaar | 0 - 1     | Sport Lisboa e Benfica |
| 10 de abril de 2014 | Liga Europea de la UEFA 2013-14 Cuartos       | Estádio da Luz, Lisboa     | Benfica    | 2 - 0     | AZ Alkmaar             |
| Benfica clasificó a la siguiente ronda tras ganar por un global de 3-0.                                                    |                                               |                            |            |           |                        |
| 24 de abril de 2014 | Liga Europea de la UEFA 2013-14 Semifinales   | Estádio da Luz, Lisboa     | Benfica    | 2 - 1     | Juventus               |
| 1 de mayo de 2014 | Liga Europea de la UEFA 2013-14 Semifinales   | Juventus Stadium, Turín    | Juventus   | 0 - 0     | Benfica                |
| Benfica clasificó a la final tras ganar el global por 2-1.                                                                 |                                               |                            |            |           |                        |

## Partido
| 13         | POR        | Beto               |      |
| 23         | DEF        | Coke Andújar       |      |
| 2          | DEF        | Federico Fazio     |      |
| 16         | DEF        | Nicolás Pareja     |      |
| 14         | DEF        | Alberto Moreno     |      |
| 6          | MED        | Daniel Carriço     |      |
| 40         | MED        | Stéphane M'Bia     |      |
| 11         | MED        | Ivan Rakitić       |      |
| 20         | DEL        | Vitolo Machín      | 110' |
| 9          | DEL        | Carlos Bacca       |      |
| 19         | DEL        | José Antonio Reyes | 78'  |
| Entrenador | Entrenador | Unai Emery         |      |

| 41         | POR        | Jan Oblak           |      |
| 14         | DEF        | Maximiliano Pereira |      |
| 4          | DEF        | Luisão              |      |
| 24         | DEF        | Ezequiel Garay      |      |
| 16         | DEF        | Guilherme Siqueira  | 99'  |
| 6          | MED        | Ruben Amorim        |      |
| 20         | MED        | Nicolás Gaitán      | 119' |
| 30         | MED        | André Gomes         |      |
| 8          | DEL        | Miralem Sulejmani   | 25'  |
| 19         | DEL        | Rodrigo             |      |
| 11         | DEL        | Rodrigo Lima        |      |
| Entrenador | Entrenador | Jorge Jesús         |      |

| 7  | DEL | Marko Marin     | 78' 104' |
| 18 | DEL | Kevin Gameiro   | 104'     |
| 5  | DEF | Diogo Figueiras | 110'     |

| 34 | DEF | André Almeida  | 25'  |
| 7  | DEL | Óscar Cardozo  | 99'  |
| 18 | DEL | Ivan Cavaleiro | 119' |

|                |                  | 0:1 | Acierto de penal          | Rodrigo Lima  |
| Carlos Bacca   | Acierto de penal | 1:1 |                           |               |
|                |                  | 1:1 | Fallo de penal (Desviado) | Óscar Cardozo |
| Stéphane M'Bia | Acierto de penal | 2:1 |                           |               |
|                |                  | 2:1 | Fallo de penal (Desviado) | Rodrigo       |
| Coke Andújar   | Acierto de penal | 3:1 |                           |               |
|                |                  | 3:2 | Acierto de penal          | Luisão        |
| Kevin Gameiro  | Acierto de penal | 4:2 |                           |               |

| 11' | Federico Fazio |  |
| 13' | Alberto Moreno |  |
| 98' | Coke Andújar   |  |

| 30'  | Guilherme Siqueira |  |
| 100' | André Almeida      |  |

| Árbitro                         | Felix Brych     |
| Árbitros asistentes             | Mark Borsch     |
| Árbitros asistentes             | Stefan Lupp     |
| Árbitros asistentes adicionales | Tobias Welz     |
| Árbitros asistentes adicionales | Bastian Dankert |
| Cuarto Árbitro                  | Milorad Mažić   |

| 13         | POR        | Beto               |      |
| 23         | DEF        | Coke Andújar       |      |
| 2          | DEF        | Federico Fazio     |      |
| 16         | DEF        | Nicolás Pareja     |      |
| 14         | DEF        | Alberto Moreno     |      |
| 6          | MED        | Daniel Carriço     |      |
| 40         | MED        | Stéphane M'Bia     |      |
| 11         | MED        | Ivan Rakitić       |      |
| 20         | DEL        | Vitolo Machín      | 110' |
| 9          | DEL        | Carlos Bacca       |      |
| 19         | DEL        | José Antonio Reyes | 78'  |
| Entrenador | Entrenador | Unai Emery         |      |

| 41         | POR        | Jan Oblak           |      |
| 14         | DEF        | Maximiliano Pereira |      |
| 4          | DEF        | Luisão              |      |
| 24         | DEF        | Ezequiel Garay      |      |
| 16         | DEF        | Guilherme Siqueira  | 99'  |
| 6          | MED        | Ruben Amorim        |      |
| 20         | MED        | Nicolás Gaitán      | 119' |
| 30         | MED        | André Gomes         |      |
| 8          | DEL        | Miralem Sulejmani   | 25'  |
| 19         | DEL        | Rodrigo             |      |
| 11         | DEL        | Rodrigo Lima        |      |
| Entrenador | Entrenador | Jorge Jesús         |      |

| 7  | DEL | Marko Marin     | 78' 104' |
| 18 | DEL | Kevin Gameiro   | 104'     |
| 5  | DEF | Diogo Figueiras | 110'     |

| 34 | DEF | André Almeida  | 25'  |
| 7  | DEL | Óscar Cardozo  | 99'  |
| 18 | DEL | Ivan Cavaleiro | 119' |

|                |                  | 0:1 | Acierto de penal          | Rodrigo Lima  |
| Carlos Bacca   | Acierto de penal | 1:1 |                           |               |
|                |                  | 1:1 | Fallo de penal (Desviado) | Óscar Cardozo |
| Stéphane M'Bia | Acierto de penal | 2:1 |                           |               |
|                |                  | 2:1 | Fallo de penal (Desviado) | Rodrigo       |
| Coke Andújar   | Acierto de penal | 3:1 |                           |               |
|                |                  | 3:2 | Acierto de penal          | Luisão        |
| Kevin Gameiro  | Acierto de penal | 4:2 |                           |               |

| 11' | Federico Fazio |  |
| 13' | Alberto Moreno |  |
| 98' | Coke Andújar   |  |

| 30'  | Guilherme Siqueira |  |
| 100' | André Almeida      |  |

| Árbitro                         | Felix Brych     |
| Árbitros asistentes             | Mark Borsch     |
| Árbitros asistentes             | Stefan Lupp     |
| Árbitros asistentes adicionales | Tobias Welz     |
| Árbitros asistentes adicionales | Bastian Dankert |
| Cuarto Árbitro                  | Milorad Mažić   |

| Estadísticas    | Sevilla | Benfica |
| --------------- | ------- | ------- |
| Tiros           | 5       | 22      |
| Tiros al arco   | 3       | 15      |
| Faltas          | 21      | 25      |
| Penales         | 0       | 0       |
| Posesión        | 36      | 64      |
| Fueras de juego | 5       | 1       |

|                             |
| Bandera de España           |
| Campeón Sevilla 3.er título |